# Burgfestspiele Jagsthausen

Logo der Burgfestspiele

Die Burgfestspiele Jagsthausen finden seit 1950 jährlich von Anfang Juni bis Ende August im Burghof der historischen Burg Jagsthausen (auch „Götzenburg“ oder „altes Schloss“ genannt) statt. Neben Schauspiel, Konzerten und Musiktheater ergänzen Theateraufführungen für Kinder das jährliche Programm. Die Burgfestspiele Jagsthausen gehören der Arbeitsgemeinschaft Zehn Deutsche Festspielorte, einem Zusammenschluss von professionellen Freilichtbühnen Deutschlands, an. Ideell und finanziell wird das Theater der Burgfestspiele Jagsthausen durch den Verein Freunde der Burgfestspiele gefördert.

## Spielstätte

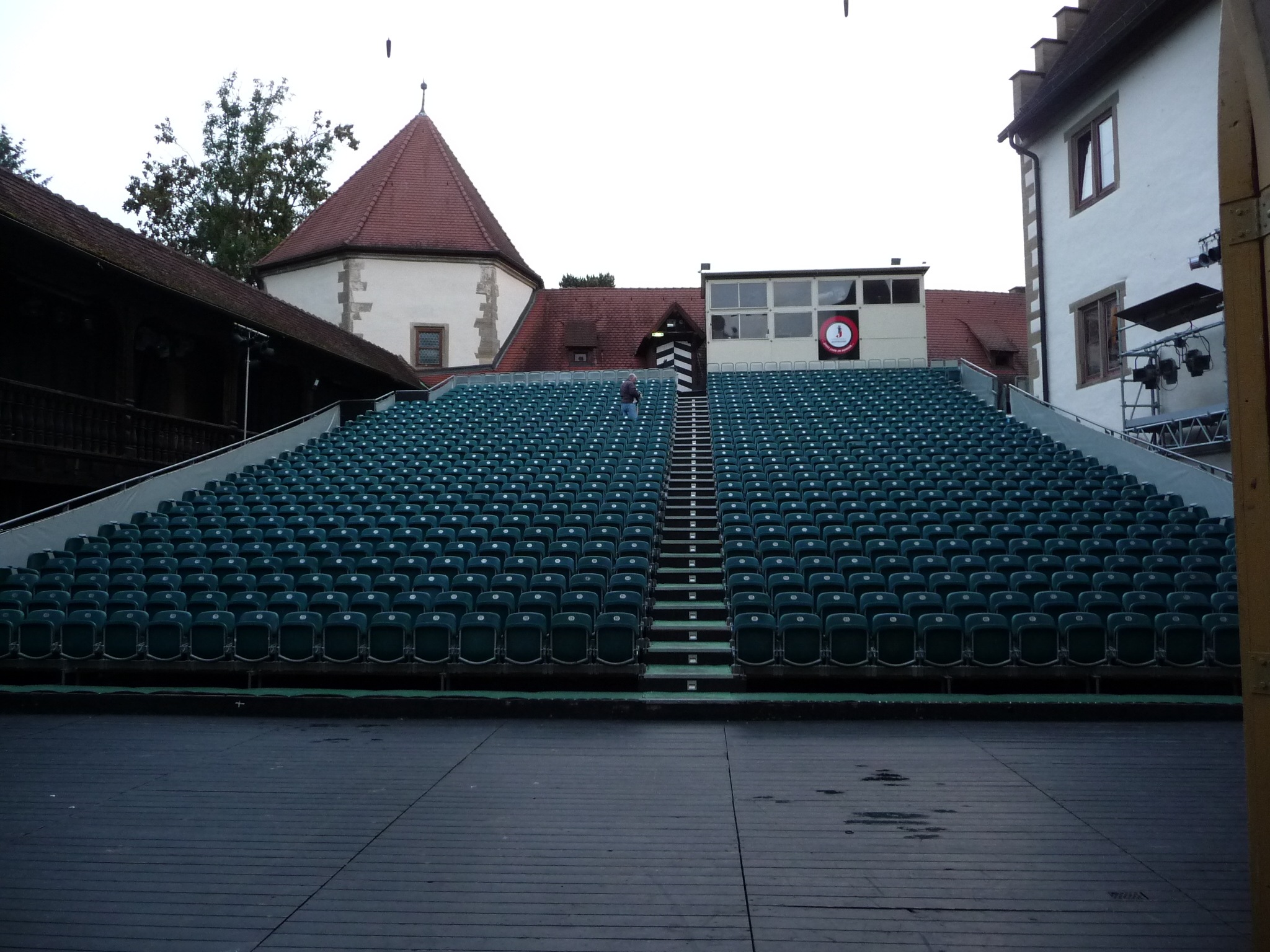
Die Freilichtbühne

Die Festspiele finden im Burghof der sogenannten Götzenburg statt, auf der Götz von Berlichingen einige Jahre seiner Kindheit verbrachte und die später vor allem durch Goethes Schauspiel Götz von Berlichingen bekannt wurde. Die Burgfestspiele haben somit die einzige Spielstätte im deutschen Raum, die ein Stück an seinem Originalschauplatz zeigt. Seit 1950 dient das Gebäude als Kulisse für das sommerliche Freilichttheater.

## Geschichte
Nach der Gründung des Heimat- und Verkehrsvereins Jagsthausen als Trägerverein der Burgfestspiele im Jahr 1949 begann 1950 die erste Spielzeit der damaligen Götzfestspiele mit Hans Meissner als Intendanten. In die 23 Vorstellungen dieses Jahres wurden etwa 26.000 Besucher verzeichnet. Im selben Jahr übernahm Bundespräsident Theodor Heuss die Schirmherrschaft der Burgfestspiele. 1954 wurde Heinz Dietrich Kenter zweiter Intendant der "Götzfestspiele". 1956 begann die 12-jährige Ära von Intendant Wilhelm Speidel in Jagsthausen. 1960 haben seit der Gründung 219.735 Besucher Götz-Aufführungen im Burghof gesehen. Drei Jahre später wurde die erste Stahlrohrtribüne mit 1094 Sitzplätzen angeschafft. 1967 wurde Ellen Schwiers erstmals als „Adelheid“ gefeiert. Sie spielte diese Rolle bis 1971. 1969 übernahm zum zwanzigjährigen Jubiläum Hermann „Schom“ Schomberg noch einmal die Rolle des Götz. Auf Intendant Wilhelm Speidel folgten Gert Westphal und Peter Jacob. 1970 wurde mit Der Widerspenstigen Zähmung ein zweites Stück in den Spielplan aufgenommen. Das Repertoire wird seitdem bis heute kontinuierlich erweitert. 1974 unternahm die Festspielleitung mit Intendant Kraft Alexander mit Das Pferd von Julius Hay und Mutter Courage von Bertolt Brecht den erfolgreichen Versuch, zeitgenössische Werke aufzuführen. Jeweils zwei Jahre waren Ulrich Erfurth und Peter Arens im Zeitraum von 1976 bis 1979 als Intendant für die Burgfestspiele tätig. 1980 führte man unter der Intendanz von Reinhold K. Olszewski erstmals mit Pippi Langstrumpf ein Kinderstück auf. 1984 wurde Ellen Schwiers die erste weibliche Intendantin der Burgfestspiele. 1990 ergänzte, unter der Intendanz von Rüdiger Bahr, Paul Burkhards Musical Das Feuerwerk das Repertoire Von 1992 bis 1994 war Ellen Schwiers erneut mit der Intendanz der Burgfestspiele betraut. 1992 erfolgte mit der Anschaffung einer neuen Beleuchtungs- und Beschallungsanlage eine größere technische Investition.
Nach dem Tod des langjährigen ersten Vorsitzenden der Burgfestspiele, Götz Freiherr von Berlichingen († 1994) übernahm seine Witwe Alexandra von Berlichingen diese Position. Bis zum Jahr 1996 verzeichneten die Burgfestspiele 1.577.848 Besucher. Ihr fünfzigjähriges Bestehen feierten die Festspiele 1999 mit Aufführungen von Götz von Berlichingen, Die Fledermaus von Johann Strauss und Pippi Langstrumpf. Die Besucherzahlen stiegen kontinuierlich an: 2001 besuchten erstmals mehr als 80.000 Menschen die Burgfestspiele. Ebenfalls 2001 erfolgte die Umwandlung in eine gemeinnützige GmbH unter der Geschäftsführung von Alexandra von Berlichingen, Roland Halter und Jürgen Bircks. 2002 standen erstmals fünf Werke auf dem Spielplan. 2006 wurden sechs Eigenproduktionen gespielt: Götz von Berlichingen, Piaf, Jesus Christ Superstar, Der Geizige, Der Hauptmann von Köpenick und das Kinderstück Der Räuber Hotzenplotz und darüber hinaus Klassik- und Rockkonzerte.
Die Festspiele standen unter der Schirmherrschaft der Bundespräsidenten Theodor Heuss, Roman Herzog und des Unternehmers Reinhold Würth.
Zahlreiche bekannte Künstler gastierten bei den Festspielen. Hermann Schomberg war 1950 der erste Darsteller der Titelrolle im Götz von Berlichingen, Ellen Schwiers spielte von 1967 bis 1971 die Rolle der Adelheid. Des Weiteren traten bei den Festspielen u. a. auf: Erika Pluhar, Walter Plathe, Friedrich Schönefelder, Eva Pflug, Hans Clarin, Ernst Stankowski, Alexander Golling, Rüdiger Bahr, Dietz-Werner Steck, Doris Kunstmann, Diana Körner, Christiane Rücker, Gerhard Garbers, Gunter Gabriel, Hellen Schneider, Walter Sittler, Wolfgang Hepp, Götz Otto, Alexandra Kamp, Karsten Kramer, Jasmin Wagner, Bjarne Mädel, Hardy Krüger jr., Patrick Abozen und Pierre Sanoussi-Bliss. Konzerte führten Paul Kuhn, die Lumberjack Bigband, das Württembergische Kammerorchester Heilbronn und die SWR3 Live Lyrixs in den Burghof.
Intendanten und künstlerische Leiter der Festspiele waren Hans Meissner, Jan Aust, Jochen Striebeck, Heinz Kreidl und Axel Schneider. 2019 übernahm Eva Hosemann die Intendanz der Festspiele, die zuvor Stellvertreterin von Axel Schneider war.
2020 und 2021 mussten die Festspiele aufgrund der Corona-Pandemie abgesagt werden.

## Aufgeführte Werke (Auswahl)

### Schauspiel
- Götz von Berlichingen von Johann Wolfgang von Goethe
- Der Widerspenstigen Zähmung von William Shakespeare
- Das Pferd von Julius Hay
- Mutter Courage von Bertolt Brecht
- Amphitryon von Heinrich von Kleist
- Nathan der Weise von Gotthold Ephraim Lessing
- Des Teufels General von Carl Zuckmayer
- Der Geizige von Molière
- Der Hauptmann von Köpenick von Carl Zuckmayer
- Was ihr wollt von William Shakespeare
- Hamlet von William Shakespeare
- Arsen und Spitzenhäubchen von Joseph Kesselring
- Die Räuber von Friedrich Schiller
- Der zerbrochne Krug von Heinrich von Kleist
- A Midsummernight’s Sex Comedy von Woody Allan
- Wer hat Angst vor Virginia Woolf? von Edward Albees
- Goethes sämtliche Werke… leicht gekürzt von Michael Ehnert

### Musiktheater
- Das Feuerwerk von Paul Burkhard
- Die Fledermaus von Johann Strauss
- Cabaret von Joe Masteroff
- Jesus Christ Superstar von Andrew Lloyd Webber
- Die Dreigroschenoper von Bertolt Brecht
- Camelot von Frederick Loewe
- Piaf von Pam Gems
- Der kleine Horrorladen von Alan Menken
- The Blues Brothers
- The Rocky Horror Show von  Richard O’Brien
- Aida von Elton John
- Anatevka von Jerry Bock
- Catch me if you can
- Hair von Galt MacDermot

### Kindertheater
- Pippi Langstrumpf
- Dschungelbuch II – Mowglis Rückkehr
- Max und Moritz
- Der Räuber Hotzenplotz
- Schneewittchen
- Ali Baba
- Der kleine Muck
- Die kleine Hexe
- Jim Knopf und Lukas der Lokomotivführer
- In 80 Tagen um die Welt